# Kamienica przy ul. Piastowskiej 7 w Toruniu
Kamienica przy ul. Piastowskiej 7 w Toruniu – dawny Hotel Dworcowy (niem. Bahnhofs Hotel), następnie dom studencki, znajdujący się na Przedmieściu św. Katarzyny w Toruniu.
Budynek został zbudowany w 1909 roku. Pierwotnie mieścił się tutaj Hotel Dworcowy liczący 30 pokoi i restaurację. W 1952 roku obiekt przejął i zagospodarował na swoje potrzeby Uniwersytet Mikołaja Kopernika, lokując w nim dom studencki. W 1956 roku budynek wyremontowano i przekształcono w koedukacyjny Dom Studencki nr 4, przeznaczony dla małżeństw studenckich. W 1970 roku w kamienicy władze uczelni zorganizowały Katedrę Archeologii Polski i Powszechnej oraz Katedrę Etnografii. W 1974 roku akademik zlikwidowano, a w 1981 roku Instytut przeniesiono do budynku przy ul. Szosa Okrężna 56.
Kamienica figuruje w gminnej ewidencji zabytków (nr 2101)